# نادي الجامعة الكاثوليكية (الإكوادور)
يوينفرسيداد كالتوليكا ديل إكوادور (بالإسبانية: Universidad Católica del Ecuador) هو نادي كرة قدم إكوادوري يقع مقره في كيتو . يلعبون في دوري الدرجة الأولى وقد قضوا معظم مسيرتهم في دوري الدرجة الأولى.